# Strachiłowo
Strachiłowo (bułg. Страхилово) – wieś w Bułgarii, w obwodzie Wielkie Tyrnowo, w gminie Połski Trymbesz. W 2024 roku liczyła 685 mieszkańców.